# Линейные корабли типа Ardent
Тип линейных кораблей Ardent — семь линейных кораблей третьего ранга, построенных для Королевского флота Томасом Слейдом по проекту, утверждённому в январе 1762 года. Тип кораблей был разработан Слейдом на основе чертежей снятых с захваченного французского корабля Fougueux.

## Корабли
- HMS Ardent

Строитель: Блейдс, Кингстон-апон-Халл

Заказан: 16 декабря 1761 года

Заложен: 15 января 1762 года

Спущён на воду: 13 августа 1764 года

Выведен: продан, 1784 год

- HMS Raisonnable

Строитель: королевская верфь в Чатеме

Заказан: 11 января 1763 года

Заложен: 25 ноября 1765 года

Спущён на воду: 10 декабря 1768 года

Выведен: разобран в 1815 году

- HMS Agamemnon

Строитель: Адамс, Баклерхард

Заказан: 8 апреля 1777 года

Заложен: май 1777 года

Спущён на воду: 10 апреля 1781 года

Выведен: сел на мель в 1809 году

- HMS Belliqueux

Строитель: Перри, Блэкуолл

Заказан: 19 февраля 1778 года

Заложен: июнь 1778 года

Спущён на воду: 5 июня 1780 года

Выведен: разобран в 1816 году

- HMS Stately

Строитель: Рэймонд, Нортам

Заказан: 10 декабря 1778 года

Заложен: 25 мая 1779 года

Спущён на воду: 27 декабря 1784 года

Выведен: разобран в 1814 году

- HMS Indefatigable

Строитель: Адамс, Баклерхард

Заказан: 3 августа 1780 года

Заложен: май 1781 года

Спущён на воду: июль 1784 года

Выведен: разобран в 1816 году

- HMS Nassau

Строитель: Перри, Блэкуолл

Заказан: 14 ноября 1782 года

Заложен: март 1783 года

Спущён на воду: 28 сентября 1785 года

Выведен: разбился в 1799 году